# Peter Kofod Poulsen
Pour les articles homonymes, voir Kofod et Poulsen.
Peter Kofod Poulsen, né le 27 février 1990 à Snogebæk (da) au Danemark, est un enseignant et homme politique danois, membre du Parti populaire danois. Il est élu au Folketing de 2015 à 2019 et à nouveau en 2022. Il est député européen de 2019 à 2022.

## Biographie
Peter Kofod Poulsen adhère au Parti populaire danois en 2009, et se présente sous cette étiquette aux élections législatives de 2011 dans la circonscription de Bornholm, où il échoue à être élu.
Lors des élections locales du 19 novembre 2013, il est élu au conseil municipal de Haderslev et au conseil régional de la région du Danemark du Sud,. Il quitte ces deux mandats en 2015.
En février 2015, il est élu président de la section de jeunesse du parti. Il quitte cette fonction plus tard dans l'année. Il se présente aux élections législatives de juin 2015, cette fois-ci dans la circonscription du Jutland du Sud, où il remporte un siège.
En février 2019, il est désigné comme tête de liste de son parti pour les élections européennes du 26 mai. Sa liste remporte 10,8 % des voix et un seul siège, un net recul par rapport aux quatre sièges obtenus par le parti en 2014. Après son élection, il siège au sein de la commission des libertés civiles, de la justice et des affaires intérieures et de la commission des affaires étrangères du Parlement européen.
En juin 2021, il déclare avoir l'intention de se présenter aux prochaines élections législatives, et d'ainsi quitter le Parlement européen. En mars 2022, il est investi candidat aux élections législatives par son parti. Il retrouve son siège au Folketing à l'occasion des élections législatives anticipées du 1er novembre 2022. Après le scrutin, il est élu président du groupe parlementaire du Parti populaire danois, et démissionne du Parlement européen le 14 novembre,.
En avril 2025, il est désigné tête de liste de son parti pour les élections régionales de novembre dans la région du Danemark du Sud.